# Остаточно конечная группа
Остаточно конечная или финитно аппроксимируемая группа — группа {\displaystyle G} такая, что для любого элемента {\displaystyle g\neq 1} найдётся гомоморфизм {\displaystyle h\colon G\to F} в конечную группу {\displaystyle F}, удовлетворяющий условию {\displaystyle h(g)\neq 1}.

## Примеры
- Любая конечная группа остаточно конечна;
- Любая свободная группа остаточно конечна;
- Любая конечно порождённая нильпотентная группа остаточно конечна;
- Фундаментальная группа 3-мерного многообразия остаточно конечна;
- Группа Баумслага — Солитера {\displaystyle BS(m,n)} остаточно конечна тогда и только тогда когда {\displaystyle |m|=1}, {\displaystyle |n|=1}, или {\displaystyle |m|=|n|}[1].

## Свойства
- Теорема Мальцева.[2] Всякая конечно порождённая подгруппа общей линейной группы является остаточно конечной.
- Подгруппа остаточно конечной группы является остаточно конечной.
- Прямое произведение остаточно конечных групп является остаточно конечным.
- Обратный предел остаточно конечных групп является остаточно конечным.
  - В частности, проконечные группы являются остаточно конечными.
- Любая конечно порожденная остаточно конечная группа является хопфовой, то есть не имеет собственных факторгрупп, изоморфных ей самой.